# Гідрид титану
Гідри́д Тита́ну (ІІ) (TiH2) — це хімічна сполука титану та водню, гідрид. На вигляд нагадує сріблястий метал, але дуже крихкий. Використовується у хімічній промисловості як відновник для отримання рідкісноземельних металів та розкислювач сплавів, в піротехніці, в лабораторії як джерело водню та високочистого титану. Також використовується як піноутворювач для отримання пінометаллів. Також перспективним є використання гідриду титану для акумуляції водню для двигунів внутрішнього згоряння. Легкозаймиста тверда речовина, необхідно берегти від окислювачів та вогню!
В лабораторії отримується шляхом взаємодії водню з титаном за температури 500 °C після попереднього прогріву титану для усунення оксидної плівки.